# Norma McCorvey
Norma Leah McCorvey (Simmesport, 22 settembre 1947 – Katy, 18 febbraio 2017) è stata un'attivista statunitense.
Norma Leah McCorvey, meglio conosciuta con lo pseudonimo legale "Jane Roe", è stata l'attrice principale dello storico processo americano Roe vs. Wade. Nel 1973 la Corte suprema degli Stati Uniti d'America stabilisce l'incostituzionalità della legge del Texas che vietava l'aborto. Più tardi, l'opinione di Norma McCorvey sembrò cambiare radicalmente, affermando di avere abbracciato la fede cristiana protestante e di sostenere il Movimento antiabortista, ma poco prima di morire confessò, in un documentario intitolato AKA Jane Roe, che venne pagata da un gruppo di evangelici anti-abortisti per mentire.

## Biografia
Norma McCorvey è nata a Littesworth, Louisiana, il 22 settembre 1947 ed è cresciuta ad Houston, in Texas. I genitori, di origini Cherokee e Cajun, vivono un rapporto sentimentale particolarmente tormentato che culmina con la separazione; il padre, che abbandonò il tetto coniugale quando Norma aveva ancora 8 anni, morì il 27 dicembre del 1995. Norma non porta a termine gli studi scolastici e all'età di 10 anni inizia a lavorare saltuariamente come barista. Dopo essere scappata da casa, nel 1963, a 16 anni, sposa Woody McCorvey col quale ebbe la prima figlia. Il matrimonio finisce presto e dopo la nascita di Melissa Norma, che sviluppa una dipendenza da alcol e sostanze stupefacenti, decide di lasciare la figlia in affidamento alla madre. Anche il secondo bambino, figlio di Woody McCorvey, verrà dato in adozione.
All'età di 21 anni Norma rimane nuovamente incinta ed è intenzionata ad abortire; dietro il consiglio di alcuni amici si rivolge agli avvocati Sarah Weddington e Linda Coffee, alle quali, per ottenere l'aborto in conformità alle leggi del Texas che lo consentivano solo in casi di stupro e incesto, racconta di essere stata violentata. Non riuscendo a fornire le prove della violenza sessuale subita, McCorvey, che successivamente fu costretta ad affermare la falsità della prima versione, si affida quindi al team di avvocati che avvieranno la causa "Roe vs. Wade" con il principale intento di legalizzare, attraverso un'intensa battaglia legale, il diritto all'aborto.
Con lo pseudonimo di "Jane Roe", Norma diventa presto il simbolo di tutte le donne pro-choice e contemporaneamente il bersaglio dei sostenitori del movimento pro-life. La sentenza definitiva verrà emessa tre anni più tardi: il 22 gennaio del 1973 la Corte sancì la possibilità di ricorrere all'aborto durante il primo trimestre di gravidanza (termine che venne stabilito convenzionalmente) e, in caso di pericolo per la salute della donna, anche oltre tale soglia. A causa delle lungaggini processuali Norma non poté usufruire di tale sentenza; partorì, dunque, il suo terzo figlio che, come gli altri due, verrà dato in adozione.
Nel 1989 Norma viene rintracciata da un altro avvocato, Gloria Allred, che fa di lei un personaggio pubblico. Norma-Jane diventa la paladina dei movimenti femministi e abortisti americani. Più tardi le verrà offerto un lavoro all'interno di una clinica abortista e proprio in questo periodo Norma conosce ed inizia a frequentare l'uomo che, tra screzi e dissidi, la guiderà ad una conversione di tipo ideologico-spirituale. Si tratta di Flip Benham, pastore e attivista pro-life, a capo della "Operation Rescue", movimento di matrice cristiana contro l'aborto. Nel cammino verso il cambiamento, altrettanto importante fu la presenza di Ronda Mackey, attivista nella lotta contro l'aborto, con la quale McCorvey contrae un forte legame di amicizia.
L'incontro con Flip e Ronda avvenne nel 1995, quando la "Operation Rescue" trasferì la sua sede a fianco della clinica abortista. Norma inizia a personificare la problematica dell'aborto soprattutto quando Ronda le rivela di essere stata sul punto di abortire Emily, la figlia a cui la McCorvey si era tanto affezionata.
(Norma McCorvey)

Norma riflette seriamente sul significato di aborto, riflette sulla sua vita e sul suo passato ed è in questo percorso lastricato di dolore, sofferenza e ripensamenti che scopre la fede in Dio. Decide quindi di non tornare più alla clinica, e inizia una sorta di collaborazione con Flip Benham all'interno del movimento pro-life. L'8 agosto del 1995, Norma si converte ufficialmente alla religione cristiana di orientamento protestante, ricevendo il battesimo all'interno di una piscina di uno dei collaboratori della O.R, a battezzarla è proprio Flip Benham. La notizia fu trasmessa dai media qualche giorno dopo: "Jane Roe" non esisteva più adesso in primo piano vi era la vera Norma McCorvey. Le reazioni furono diverse, e Sara Weddington si espresse così al riguardo: 
Altre contestazioni e attacchi riguardarono, principalmente, le sue precedenti relazioni omosessuali. Norma si licenziò dalla clinica ed entrò a far parte del movimento pro-life, all'interno della "Operation Rescue" al fianco di Flip e Ronda. Nell'aprile del 1996 Norma ritorna in tribunale di fronte alla Corte Suprema degli Stati Uniti d'America e chiede di ritirare la sentenza del 1973, spiegando le motivazioni della sua conversione mettendo in evidenza gli aspetti negativi, soprattutto morali, dell'aborto.
Nello stesso periodo fonda anche il gruppo "Roe No More Ministry" in collaborazione con Ronda attraverso il quale porta personalmente avanti la sua battaglia contro l'aborto e le sue posizioni pro-life. Per quanto riguarda la sua vita privata Norma ha continuato a stare vicina alla famiglia di Ronda ed ha avuto anche la possibilità di rincontrare sua figlia Melissa e conoscere le sue due nipoti. Norma McCorvey ha scritto anche una lettera a Nelson Mandela pregandolo di non firmare il documento che avrebbe portato alla legalizzazione dell'aborto in Sudafrica.
Poco prima di morire Norma Mc Corvay confessò, in un documentario intitolato AKA Jane Roe, andato in onda nel maggio 2020 sulle televisioni americane, che il suo voltafaccia non era stato sincero, perché fu pagata da un gruppo di evangelici anti-abortisti per mentire: «Ero un pesce grosso e fu uno scambio di favori comune. Io presi i loro soldi, molti soldi. Loro mi misero davanti alle telecamere a dire quel che gli serviva. Recitai bene. Sono una brava attrice quando voglio. Ma no, in questo momento no, non sto recitando: se una giovane donna vuole abortire, deve avere il diritto di farlo».